# رايد لندن 2015
رايد لندن 2015 (بالإنجليزية: 2015 RideLondon–Surrey Classic)‏ هو سباق دراجات هوائية أقيم بتاريخ 2 أغسطس 2015، تكون السباق من 1 مراحل وامتدّ لمسافة 200 كم بسرعة 41.70 كم/س، استغرق السباق 4 ساعة 47 دقيقة 47 ثانية.

## روابط خارجية
- رايد لندن 2015 على موقع إحصائيات الدراجات الإحترافية (الإنجليزية)